# Andrej Karpathy
Andrej Karpathy, né le 23 octobre 1986, est un informaticien slovaco-canadien qui a été directeur de l'intelligence artificielle et du pilotage automatique chez Tesla.

## Biographie
Andrej Karpathy est né à Bratislava en Tchécoslovaquie (actuellement la Slovaquie) et a emménagé avec sa famille à Toronto à l'âge de 15 ans. Il a obtenu sa licence (Bachelor of Science) en informatique et en physique à l'université de Toronto en 2009 et son Master (Master of Science) à l'université de la Colombie-Britannique en 2011.
Andrej Karpathy obtient un doctorat de l'université Stanford en 2015 sous la direction de Fei-Fei Li, en se concentrant sur le traitement du langage naturel et de la vision par ordinateur. Il est l'auteur et le principal professeur du premier cours d'apprentissage profond à Stanford intitulé CS 231n: Convolutional Neural Networks for Visual Recognition. Ce cours est devenu l'un des plus suivis de Stanford, passant de 150 étudiants en 2015 à 750 étudiants en 2017.
Andrej Karpathy est membre fondateur du groupe de recherche sur l'intelligence artificielle OpenAI, où il est chercheur scientifique de 2015 à 2017. En juin 2017, il devient le directeur de l'intelligence artificielle de Tesla. Il est nommé l'un des innovateurs de moins de 35 ans du MIT Technology Review pour l'année 2020. Après avoir pris un congé sabbatique de plusieurs mois chez Tesla, il annonce qu'il quitte l'entreprise en juillet 2022. Depuis février 2023, il réalise des vidéos YouTube sur la création de réseaux de neurones artificiels.
En février 2023, Karpathy annonce qu'il revient chez OpenAI, et il quitte à nouveau l'entreprise un an plus tard, courant février 2024. Quelques mois plus tard, en juillet, il annonce développer "Eureka Labs", un nouveau type d’école autour de l’IA.